# Taxiphyllum planifrons
Taxiphyllum planifrons là một loài Rêu trong họ Hypnaceae. Loài này được (Broth. & Paris) M. Fleisch. miêu tả khoa học đầu tiên năm 1923.